# 武内五郎
武内 五郎（たけうち ごろう、1902年（明治35年）3月25日 - 1981年（昭和56年）2月10日）は、日本の農民運動家、政治家。参議院議員（2期）、青森県上北郡浦野舘村長。

## 経歴
青森県出身。1926年（大正15年）早稲田大学専門部商科を卒業した。
早大建設者同盟設立に参加し社会主義運動に加わる。日本社会主義同盟、日農関東同盟に加わり農民運動に参画し、新潟県木崎村小作争議、同県王番田、同乙村などの小作争議を指導した。労働農民党、日本労農党、日本大衆党などの無産政党の結成に参画した。
戦後、青森県上北郡浦野舘村長に就任。以後、八戸労働組合学校主事、日本農民組合中央執行委員、社会党左派中央委員、日本社会党新潟県書記長、同執行委員長、新潟県農業会議議員、同県土地収用委員などを務めた。
1959年（昭和34年）6月の第5回参議院議員通常選挙に新潟地方区から日本社会党所属で出馬して当選。第7回参議院議員通常選挙でも当選し、参議院議員を連続2期務めた。この間、参議院懲罰委員長、同建設委員会理事などを務めた。
1972年（昭和47年）春の叙勲で勲二等瑞宝章受章。
1981年2月、脳血栓により川崎市多摩区（現麻生区）百合丘の自宅で死去した。死没日をもって従四位に叙される。